# Отар (Первомайский район)
Ота́р (укр. Отар, крымскотат. Otar, Отар) — исчезнувшее село в Первомайском районе Республики Крым, располагавшееся на западе района, в степной части Крыма, примерно в 3,5 км восточнее современного села Алексеевка.

## История
Первое документальное упоминание села встречается в Камеральном Описании Крыма… 1784 года, судя по которому, в последний период Крымского ханства Отар (записано, как Оглан-Эли) входил в Караул кадылык Перекопского каймаканства.
После присоединения Крыма к Российской империи (8) 19 апреля 1783 года, (8) 19 февраля 1784 года, именным указом Екатерины II сенату, на территории бывшего Крымского ханства была образована Таврическая область и деревня была приписана к Евпаторийскому уезду. После павловских реформ, с 1796 по 1802 год входила в Акмечетский уезд Новороссийской губернии. По новому административному делению, после создания 8 (20) октября 1802 года Таврической губернии, Отар был включён в состав Хоротокиятской волости Евпаторийского уезда.
По Ведомости о волостях и селениях, в Евпаторийском уезде с показанием числа дворов и душ… от 19 апреля 1806 года в деревне Отар числилось 4 двора и 21 крымский татарин. Видимо, вследствие эмиграции крымских татар в Турцию, деревня вскоре опустела и на карте 1817 года её нет вовсе, а на карте 1842 года обозначены развалины деревни Отар, как и на трёхверстовой карте 1865—1876 года. В дальнейшем в доступных исторических документах не встречается.